# Dekanat Złoczów
Dekanat Złoczów – został utworzony w 1998 roku, obecnie jest jednym z 12 dekanatów katolickich w archidiecezji lwowskiej na Ukrainie. Obecnie na terenie dekanatu jest 14 kapłanów i 23 parafie (15 parafii nie posiada kapłana, ale w opisie dekanatu są to parafie z przynależnością posługi).

## Zgromadzenia zakonne
- Zgromadzenie sióstr Franciszkanek Rodziny Maryi (franciszkanki) – Bóbrka.
- Zgromadzenie Sióstr Służebnic Przenajświętszego Serca Jezusowego ( sercanki) – Brody.
- Zgromadzenie Ojców misjonarzy Matki Bożej z La Salette (saletyni) – Busk.
- Towarzystwo św. Franciszka Salezego (salezjanie) – Chlebowice Świrskie, Przemyślany.

## Parafie
- Bóbrka (Бібрка) – parafia św. Mikołaja.
- Brody (Броди) – parafia Podwyższenia Świętego Krzyża.
- Busk (Буськ) – parafia św. Stanisława i NMP Różańcowej.
- Chlebowice Świrskie (Глібовичі) – parafia św. Anny (kościół dojazdowy).
- Czerwone (Червоне) – parafia Podwyższenia Świętego Krzyża (kościół dojazdowy).
- Dunajów (Дунаїв) – parafia św. Stanisława (kościół dojazdowy).
- Gliniany (Глиняни) – parafia Świętego Ducha.
- Jelechowice (Єлиховичі) – parafia Podwyższenia Świętego Krzyża (kościół dojazd.).
- Korsów (Корсів) – parafia św. Anny (kościół dojazdowy.
- Kurowice (Куровичі) – parafia św. Antoniego (kościół dojazdowy).
- Łopatyn (Лопатин) – parafia Niepokalanego Poczęcia NMP.
- Mitulin (Митулин) – parafia Przenajświętszego Serca Jezusa (kościół dojazdowy).
- Nowosiółki (Новосілки) – parafia św. Wincentego a Paulo (kościół dojazdowy).
- Olesko (Олесько) – parafia św. Anny (kościół dojazdowy).
- Palikrowy (Паликорови) – parafia Przenajświętszej Rodziny[3].
- Pletenice (Плетеничі) – parafia MB Różańcowej (kościół dojazdowy).
- Podkamień (Підкамінь) – parafia Wniebowzięcia NMP (kościół dojazdowy).
- Pohorylce (Погорільці) – parafia św. Wawrzyńca (kościół dojazdowy).
- Pomorzany (Поморяни) – parafia Przenajświętszej Trójcy.
- Przemyślany (Перемишляни) – parafia św. Apostołów Piotra i Pawła.
- Sasów (Сасів) – parafia Narodzenia św. Jana Chrzciciela (kościół dojazdowy).
- Stojanów (Стоянів) – parafia Przenajświętszego Serca Jezusa (kościół dojazdowy).
- Złoczów (Золочів) – parafia Wniebowzięcia NMP.